# Coèsi se vi pare
Coèsi se vi pare è un album live di Elio e le Storie Tese, pubblicato nel 2006.

## Storia
Fa parte della serie di CD Brulé prodotta dal gruppo per il loro tour estivo (dal 28 giugno al 28 luglio) del 2006. A tutte le date del tour ha preso parte Claudio Bisio, creando così uno spettacolo musical-teatrale.
Registrato da Franco Cufone, mixato da Rodolfo "Foffo" Bianchi e Alex 3carichi.
Tutti i CD Brulé e i DVD Brulé di Coèsi se vi pare contengono solo la prima parte dello spettacolo, mentre nel dicembre 2006 è stato pubblicato un doppio DVD contenente l'intero concerto tenutosi a Mantova e successivamente un cofanetto contenente oltre che i 2 DVD anche 2 CD con la registrazione audio dello stesso concerto. Nei DVD sono presenti anche contenuti extra. La scenografia sul palco riproduce quella di un appartamento.
Il titolo dell'album è una parodia di quello dell'opera teatrale di Luigi Pirandello Così è (se vi pare).

## Tracce

### CD Brulé
1. La saga di Addolorato
2. Nubi di ieri sul nostro domani odierno (abitudinario)
3. Pignorava
4. Mio cuggino
5. Signor speziale
6. La droga fa male
7. La lega dell'amore
8. Rapput
9. Bene, bravo, bisio
10. Tapparella

### DVD Brulé
1. Ùnanimi
2. Pierino e il luppolo
3. La saga di Addolorato
4. Nubi di ieri sul nostro domani odierno (abitudinario)
5. Pignorava (inedito)
6. Mio cuggino
7. Signor speziale
8. La droga fa male
9. La lega dell'amore
10. Rapput
11. Bene, bravo, Bisio (inedito)
12. Tapparella

### Cofanetto (2 CD e 2 DVD)
1. Ùnanimi
2. Pierino e il luppolo
3. La saga di Addolorato
4. Nubi di ieri sul nostro domani odierno (abitudinario)
5. Pignorava
6. Mio cuggino
7. Signor speziale
8. La droga fa male
9. La lega dell'amore
10. Rapput
11. Bene, bravo, Bisio
12. Tapparella
13. Random, pt. 1
14. Servi della gleba
15. Random, pt. 2
16. Cara ti amo
17. Risate a denti stretti
18. Think
19. Il vitello dai piedi di balsa
20. Il vitello dai piedi di balsa (reprise)
21. Supergiovane
22. La canzone del boscaiolo (Lumberjack Song)
23. Dannato umorismo

### Date e luogo di registrazione
- 01 - Lignano Sabbiadoro 28/06/2006
- 02 - Viareggio 29/06/2006
- 03 - Lecce 02/07/2006
- 04 - Altomonte 03/07/2006
- 05 - Cagliari 06/07/2006
- 06 - Alghero 07/07/2006
- 07 - Arona 10/07/2006
- 08 - Sesto Fiorentino 11/07/2006 (in questa data è stato registrato anche un DVD Brulé)
- 09 - Mantova 13/07/2006 (in questa data è stato registrato anche un DVD Brulé)
- 10 - Vigonza 15/07/2006
- 11 - Salò 16/07/2006
- 12 - Roma 18/07/2006 (in questa data è stato registrato anche un DVD Brulé)
- 13 - Caserta 19/07/2006
- 14 - Benevento 20/07/2006
- 15 - Spello 22/07/2006
- 16 - Imola 23/07/2006
- 17 - Cattolica 24/07/2006
- 18 - Chieti 25/07/2006
- 19 - Venaria Reale (To) 27/07/2006 (in questa data è stato registrato anche un DVD Brulé)
- 20 - Milano 28/07/2006 (in questa data è stato registrato anche un DVD Brulé)

## Formazione
- Elio - voce, flauto traverso, chitarra ritmica
- Claudio Bisio - voce
- Rocco Tanica - tastiera, voce addizionale
- Cesareo - chitarra elettrica, campanaccio, voce addizionale
- Faso - basso, voce addizionale
- Christian Meyer - batteria
- Jantoman - tastiera, voce addizionale
- Mangoni - uomo immagine, artista a sé, voce addizionale